# António Montes Moreira
António Montes Moreira OFM (* 30. April 1935 in São Tomé do Castelo) ist ein portugiesischer römisch-katholischer Ordensgeistlicher und emeritierter Bischof von Bragança-Miranda. 

## Leben
António Montes Moreira trat der Ordensgemeinschaft der Franziskaner bei und empfing am 13. Juli 1958 das Sakrament der Priesterweihe.
Papst Johannes Paul II. ernannte ihn am 13. Juni 2001 zum Bischof von Bragança-Miranda. Die Weihesakrament#Bischofsweihe spendete ihm der Patriarch von Lissabon, José da Cruz Kardinal Policarpo, am 14. Oktober desselben Jahres; Mitkonsekratoren waren sein Amtsvorgänger António José Rafael und Joaquim Gonçalves, Bischof von Vila Real.
Am 18. Juli 2011 nahm Papst Benedikt XVI. seinen altersbedingten Rücktritt an.